# フェリーあまみ (3代)
フェリーあまみは、奄美海運が運航するフェリー。

## 概要
フェリーあまみ (2代)の代船として三菱重工業下関造船所で建造され、2006年4月4日に就航した。
鉄道建設・運輸施設整備支援機構の共有建造制度を利用して建造された鉄道・運輸機構との共有船である。

### 航路
平土野航路
- 鹿児島港（本港北埠頭） - 喜界島（湾港） - 奄美大島（名瀬港） - 奄美大島（古仁屋港） - 徳之島（平土野港）

鹿児島発が月・水・金の週3便で、知名航路に就航するフェリーきかいと交互に運航される。運航ダイヤは、下り便は鹿児島出港が17時40分、名瀬入港が2日目7時、平土野入港が12時20分、所要時間は18時間40分、上り便は平土野出港が12時50分、名瀬入港が17時50分、鹿児島入港が8時30分、所要時間は19時間40分である。
2015年3月のフェリーきかい (3代)の就航までは、知名航路に就航していた。

## 設計
両舷船尾にランプウェイを装備しており、トラック、乗用車などをロールオン・ロールオフ方式で車両甲板に搭載するほか、船首甲板がコンテナスペースとなっており、コンテナをデリックによるリフトオン・リフトオフ方式で搭載する。

## 船内
高齢者、身体障害者等の公共交通機関を利用した移動の円滑化の促進に関する法律（交通バリアフリー法）に基づいて作成された鉄道・運輸機構の旅客船バリアフリー設計マニュアルに準拠したバリアフリー高度化船である。通常の船内設備に加えて、高齢者や身障者に対応した客室、多機能トイレ、車いす対応エレベーターなどのバリアフリー設備を備える。
本船では乗り物酔い防止薬を販売しているが、フェリーきかいでは販売してない。

### 船室
| 等級         | 部屋数  | 定員  | 設備                                        |
| ------------ | ------- | ----- | ------------------------------------------- |
| 1等          | 2名×2室 | 4名   | ツインベッド、シャワー・トイレ・テレビ付    |
| 2等（寝台A） | 6名×3室 | 18名  | 2段ベッド×4名、ソファーベッド×2名、テレビ付 |
| 2等（寝台B） | 8名×4室 | 32名  | 2段ベッド8名、テレビ付                      |
| 2等（和室）  | 5室     | 189名 | マット                                      |

### 設備
パブリックスペース
- 案内所
- エントランス
- レストコーナー

供食・物販設備
- レストラン

入浴設備
- シャワー室